# Erik Blumenthal

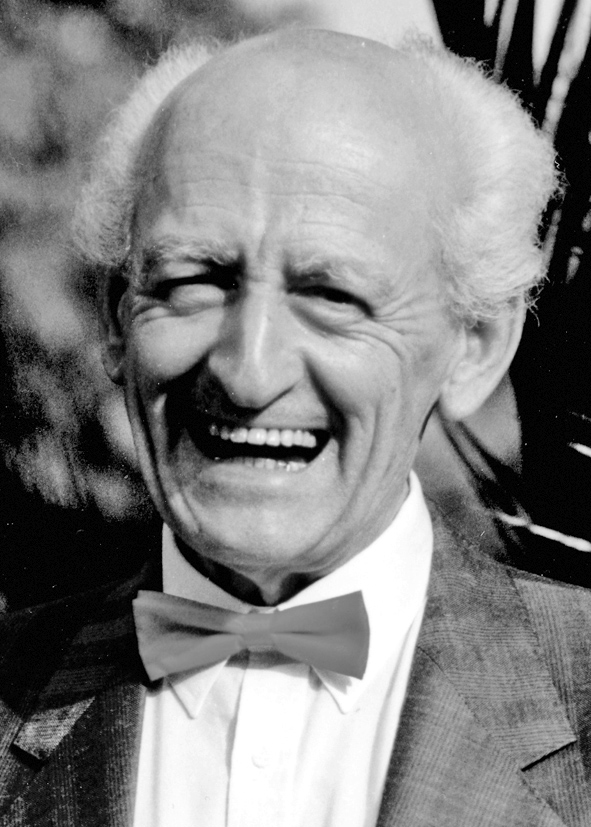
Erik Blumenthal im Alter von 74 Jahren.

Erik Blumenthal (Albert Helmut Erik-Artur Blumenthal; * 9. September 1914 in Stuttgart; † 27. Juni 2004 in Immenstaad am Bodensee) war ein freischaffender deutscher Psychologe, Graphologe und Psychotherapeut der individualpsychologischen Schule. Erik Blumenthal war Assistent und Co-Autor von Rudolf Dreikurs, Präsident der Schweizerischen Gesellschaft für Individualpsychologie, Lehranalytiker der Deutschen Gesellschaft für Individualpsychologie (DGIP), Erster Vorsitzender der DGIP, Vizepräsident der Internationalen Gesellschaft für Individualpsychologie, Dozent an der Julius-Maximilians-Universität Würzburg. 2001 wurde ihm die Ehrenmedaille des BiB (Berufsverband individualpsychologischer Berater e. V.) verliehen. Er war Verfasser zahlreicher populärwissenschaftlicher Beratungsbücher seines Fachs. Überwiegend beratende Funktionen nahm er auch für die Entwicklung der Bahaigemeinde in Europa wahr.

## Kurzer Lebenslauf
- 1933–1950 Tätigkeit als Technischer Kaufmann, Manager in der Industrie
- 1952–1956 Studium der Psychologie an den Universitäten Tübingen und Zürich
- ab 1952 Bahai
- 1955 Eröffnung der psychologischen Praxis in Immenstaad am Bodensee
- 1963–1964 Assistent von Prof. Rudolf Dreikurs an der Universität Oregon in Eugene/USA
- 1964–1981 Präsident der Schweizerischen Gesellschaft für Individualpsychologie
- Seit 1968 Lehranalytiker der Deutschen Gesellschaft für Individualpsychologie (DGIP)
- 1970–1974 Erster Vorsitzender der DGIP
- 1973 Vizepräsident der Internationalen Gesellschaft für Individualpsychologie
- 1971–1976 Dozent an der Universität Würzburg
- 1986–1991 Präsident der Schweizerischen Gesellschaft für  Individualpsychologie
- 2001 Verleihung der Ehrenmedaille des BiB.

## Biografie
Erik Blumenthal hat als Therapeut, durch zahlreiche meist populärwissenschaftliche Bücher und wissenschaftliche Fachaufsätze zur Verbreitung der Theorie und Praxis der Individualpsychologie beigetragen und war als ein bedeutender Vertreter dieser bekannt.
Direkt zu Beginn des Ersten Weltkrieges wurden er und seine Zwillingsschwester Erika geboren. Sein Vater, Dr. Arthur Blumenthal, war Chefarzt der gynäkologischen Abteilung im Marienhospital in Stuttgart. Seine Mutter, Johanna Hirth, war Tochter des Erfinders und Industriellen Albert Hirth. Die Eltern trennten sich während Blumenthals Schulzeit. Da der Vater jüdischer Abstammung war, durfte Erik 1933 das Abitur zwar noch ablegen, konnte aber anschließend nicht mehr studieren. Gerne wäre er Arzt geworden, entschied sich nun aber für die kaufmännische Laufbahn. Einige Zeit wurde er von seiner Familie nach England geschickt, um bei seiner Rückkehr nun vorübergehend als Auslandsdeutscher den Repressalien gegen „nicht Rassenreine“ entzogen zu sein. Als auch das nicht mehr nützte, meldete er sich kurz vor Kriegsende als Freiwilliger zum Militär, wo zu dieser Zeit nicht mehr nach der Abstammung gefragt wurde. Nach nur wenigen Tagen an der Front geriet er in Gefangenschaft.
Vor der Übernahme der kaufmännischen Leitung der Flugzeugfabrik seines Onkels Wolf Hirth in Nabern/Teck hatte er den Segelflug- und den Motorflugschein erworben. Mitten im Krieg heiratete Blumenthal seine Frau Dolores Klose. Nach dem Krieg mit 38 Jahren konnte er sich endlich seinen Traum verwirklichen und studierte, bereits Vater von vier Kindern, in Tübingen Psychologie. Zunächst wandte er sich der analytischen Psychologie von Carl Gustav Jung zu, später Alfred Adler und der Individualpsychologie.
Nachdem er sich vom viel zu frühen Tode seiner Frau Dolores erholt hatte, verlegte Erik Blumenthal seine Praxis an den Bodensee nach Immenstaad in sein Haus. Da den Leuten auf dem Land noch nicht klar war, was ein Psychologe ist, war sein erster Klient ein Bauer, dem er die Zukunft deuten sollte. Er stellte dann 1958 Marianne Hilger als Kindergärtnerin für seine vier minderjährigen Kinder ein und heiratete sie 1959. Aus dieser Ehe gingen zwei weitere Kinder hervor. Ermutigt durch ihren Mann machte Marianne Blumenthal 1970 die Ausbildung zur Dipl. individualpsychologischen Beraterin und später zur Mal-Therapeutin, in der sie lange Jahre tätig war. Erik Blumenthals Sohn trat ebenfalls als promovierter Psychotherapeut in die Fußstapfen seines Vaters. Erik Blumenthals jüngste Tochter führte in Immenstaad seine Praxis als Individualpsychologische Beraterin weiter.
Erik Blumenthal wurde als Individualpsychologe, bei dem Praxis und Theorie immer Hand in Hand gingen, weltweit zu Vorträgen und Seminaren eingeladen. Seine Bücher wurden in viele Sprachen übersetzt, sogar ins Chinesische und Japanische. Als Zeitzeuge hat er noch Rudolf Dreikurs erlebt, mit ihm zusammengearbeitet und war eng mit ihm befreundet.

## Werke (Auswahl)
- Schulschriften der verschiedenen Länder (Huber, 1957)
- Eltern und Kinder Freunde oder Feinde (Klett, 1973)
- Eltern und Kinder Freunde oder Feinde (dtv., 1986)
- Wege zur inneren Freiheit (Rex, 1972)
- Die wahre Freiheit (Bahá’í-Verlag, 1975)
- Neue Wege zur inneren Freiheit (Horizonte 1995)
- Verstehen und Verstanden werden (Rex, 1977)
- Der hohen Jahre Ziel und Sinn (Rex, 1984)
- Sinnergie: Die Seele lebt vom Sinn (Horizonte 1990)
- An sich selber glauben (Herder, 1991)
- Lieben und geliebt werden (Horizonte, 1995)